# والتر بو
والتر بو (انگلیسی: Walter Bou؛ زادهٔ ۲۵ اوت ۱۹۹۳) بازیکن فوتبال اهل آرژانتین است.
از باشگاه‌هایی که در آن بازی کرده‌است می‌توان به باشگاه فوتبال جیمناسیا لاپلاتا اشاره کرد.